# France 24
France 24, projet initialement nommé CFII, est une chaîne de télévision française d'information internationale en continu, lancée le 6 décembre 2006. Depuis l'année 2012, la chaîne est constituée sous la forme d'une société nationale de programmes intitulée France Médias Monde, entreprise contrôlant l'audiovisuel extérieur de la France.
La chaîne naît de la volonté du président de la République Jacques Chirac en 2002 de fournir à la France « une voix à l'étranger », face aux concurrentes anglosaxones comme CNN International ou BBC World News et du Moyen-Orient comme Al Jazeera. Après plusieurs années et de nombreux retards, le projet CFII donne naissance en 2005 à une chaîne détenue à parts égales par le groupe public France Télévisions et celui privé TF1. En 2008, selon la volonté du nouveau président élu Nicolas Sarkozy, l'antenne intègre la nouvelle holding Audiovisuel extérieur de la France, future France Médias Monde, aux côtés des radios Radio France internationale (RFI) et Monte Carlo Doualiya (MCD).
France 24 diffuse en diverses langues dont en français, en anglais, en arabe et en espagnol sur la TNT, le satellite, le câble, la télévision IP et le web. Elle est également disponible dans les hôtels, les compagnies aériennes, les aéroports et ses programmes sont partiellement repris par plusieurs chaînes de télévision étrangères. Disponible dans plus de 355 millions de foyers à travers plus de 180 pays. En 2018, France 24 est regardée chaque semaine par 55 millions de téléspectateurs, tandis que son site web est visité par plus de 18 millions d'internautes en moyenne chaque mois. La chaîne d'information France Info reprend également quotidiennement ses programmes, entre minuit et 6 h 30.

## Histoire de la chaîne

### 1987-1997: de l'idée au premier projet Téléfi
En 1987, le Premier ministre Jacques Chirac confie au député Michel Péricard une mission d'étude sur la politique audiovisuelle de la France. Le rapport conclut à la désorganisation, le manque d'efficacité et la dispersion des acteurs de l'audiovisuel extérieur, qui compte RFI depuis 1975 et TV5 Monde et RFO depuis 1982. Après le changement de majorité intervenu en 1988, le nouveau Premier ministre Michel Rocard commande un nouveau rapport à Alain Decaux qui aboutit à la création de Canal France International (CFI), une banque de programmes en français destinés à l'étranger et en particulier l'Afrique, qui se voit doublée d'une chaîne de télévision pendant quelque temps,.
La guerre du Golfe de 1990 à 1991, couverte en direct par CNN International, révèle la puissance de la chaîne américaine, créée dix ans plus tôt. Cette dernière démontre l'influence d'une chaîne d'information en continu sur l'opinion publique et politique, figurant le « décrié » effet CNN (en). Des hommes politiques demandent la création d'un « CNN à la française » et le député Philippe Séguin rappelle que la Seconde Guerre mondiale a mené à la création de l'Agence France-Presse (AFP) en 1944. Plusieurs projets voient le jour en parallèle. En 1993, l'Union européenne de radio-télévision (UER) lance sa chaîne d'information européenne multilingue nommée Euronews,. L'année suivante, le groupe TF1 lance la première chaîne d'info en continu en France : La Chaîne Info (LCI).
En 1997, après 24 rapports en dix ans, le président de RFI, Jean-Paul Cluzel et le journaliste Michel Meyer rendent un nouveau rapport au Premier ministre Alain Juppé. Ils proposent la mise en place d'une holding, baptisée Téléfi, regroupant les acteurs de l'audiovisuel extérieur (TV5 Monde, RFI et CFI), ainsi que la création d'une chaîne française d'information internationale. Mais, avec le retour de la gauche au pouvoir à la suite des élections législatives de 1997, le projet est abandonné. Le nouveau ministre des Affaires étrangères, Hubert Védrine, préfère développer les instruments existants, notamment TV5 Monde,.

### 2002-2003: des réflexions relancées au projet CFII

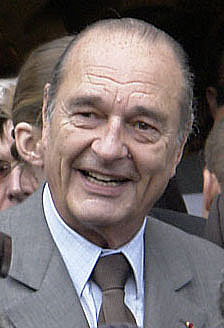
Jacques Chirac, instigateur de France 24.

En 2002, le président de la République Jacques Chirac, qui sort d'une période de cohabitation, relance le projet de chaîne française d'information internationale. Il en fait l'une de ses priorités, poussé par une actualité internationale forte avec les attentats du 11 septembre 2001 et la Guerre d'Afghanistan (2001-2021). Cela est d'autant plus crucial que la France s'oppose aux États-Unis sur la future guerre d'Irak (2003-2011), relançant un ressentiment antifrançais. Ainsi, en février 2003, le discours de Dominique de Villepin aux Nations unies est salué par des applaudissements que les chaînes d'information américaines s'empresseront de couper au montage.

« Nous devons avoir l'ambition d'une grande chaîne d'information continue internationale en français, à l'égale de la BBC ou de CNN pour les anglophones. C'est essentiel pour le rayonnement de notre pays. »

— Jacques Chirac, Discours devant les représentants des Français de l'étranger au palais du Luxembourg le 7 mars 2002,.
En 2003, plusieurs missions travaillent sur la création d'une chaîne d'information. Tout d'abord, Philippe Baudillon, ancien président de CFI, remet au ministre des Affaires étrangères, Dominique de Villepin, un rapport « technique » qui préconise de s'appuyer sur TV5 Monde pour créer un canal info avec l'aide d'autres opérateurs publics. Mais le rapport se voit rapidement enterré. Dans le même temps, le Premier ministre Jean-Pierre Raffarin constitue une commission de travail dirigée par Dominique Ambiel regroupant des représentants des ministères et des professionnels de l'audiovisuel tels que Norbert Balit et Patrice Duhamel. Elle aboutit à ce que la direction du développement des médias lance un appel d'offres du 19 mars au 22 avril 2003, auquel quatre candidats répondent : France Télévisions et RFI, qui défendent un projet commun public ; le groupe TF1, qui propose une version internationale de LCI ; et le groupe Canal+, qui propose de même pour sa chaîne I-Télé avec l'appui de son bouquet satellite,.
En parallèle, l'Assemblée nationale se saisit du sujet sans y avoir été invité et une mission d'information est confiée à François Rochebloine. La commission parlementaire voyage pour étudier l'allemande Deutsche Welle, la britannique BBC World News et l'américaine CNN International et auditionne des professionnels du secteur. Le rapport conseille la création d'un groupement d'intérêt public (GIP) rassemblant les opérateurs publics (France Télévisions, RFI, RFO, Arte, AFP), des structures internationales (TV5 Monde, Euronews) et des entreprises privées (TF1, Canal+),.
Mais l'Élysée n'est pas satisfait des conclusions des rapports. Matignon charge alors le député-maire de Cannes, Bernard Brochand, de faire « des propositions de schéma opérationnel de mise en œuvre de la future chaîne d'informations internationale »,. Deux mois plus tard, il conclut officieusement que la chaîne doit être 100 % privée, avec une coopération entre TF1 et Canal+. En mai 2003, les patrons des deux groupes, Patrick Le Lay et Bertrand Meheut, se rencontrent, mais les relations se dégradent jusqu'à la rupture. Bernard Brochand doit trouver une nouvelle solution et en septembre, il propose un partenariat à 50/50 entre le groupe privé TF1 et le groupe public France Télévisions. La future chaîne française d'information internationale est provisoirement intitulée CII, C2I, CFII ou CF2I,,. Le diffuseur public canadien Radio-Canada est associé aux discussions et son président, Robert Rabinovitch, indique en octobre son intérêt pour participer à l'aventure.

### 2004-2006: derniers rebondissements
Le 9 janvier 2004, lors de ses vœux à la presse, Jacques Chirac, impatient, émet le souhait d'un lancement avant la fin de l'année. Mais le projet n'avance pas, car il y a beaucoup de mécontentement, surtout du côté des acteurs public. RFI est vexée de ne pas être associée au projet, tout comme les députés dont le rapport a été écarté. Les conventions collectives du secteur public, jugées trop contraignantes, ne seront pas appliquées aux 250 employés de la chaîne. De plus, cette dernière ne sera pas diffusée en France pour ne pas faire de concurrence à LCI du groupe TF1. Enfin, une partie de la presse ironise sur le budget de la chaîne : 70 millions d'euros par an, à comparer aux 200 millions d'euros de Deutsche Welle et aux 600 millions d'euros de BBC World,,.
Le 3 décembre 2004, le Premier ministre Jean-Pierre Raffarin réunit à Matignon les ministres des Affaires étrangères Michel Barnier, de la Culture Renaud Donnedieu de Vabres, du Budget Jean-François Copé ainsi que différents conseillers, pour trancher définitivement du sort de la chaîne d'info internationale. Il retient le projet de Brochand d'associer TF1 et France Télévisions, la place sous la tutelle de Matignon et la dote d'un budget de 30 millions d'euros pour un lancement en 2005,.

« J'ai décidé de retenir le projet de société commune proposé par France Télévisions et TF1. Voulue par le Président de la République, la nouvelle chaîne bénéficiera des atouts des grands groupes français, public et privé, de télévision et favorisera l'expression d'une vision française plus que jamais nécessaire dans le monde d'aujourd'hui. »

— Jean-Pierre Raffarin, Conférence de presse du 9 décembre 2004,.
En septembre 2005, le nouveau président de France Télévisions, Patrick de Carolis, défend un projet 100 % public et mène une campagne de lobbying auprès des pouvoirs publics. Mais, en octobre, il se heurte à l'intransigeance du Gouvernement et de Jacques Chirac. Il entame alors une autre bataille sur la gouvernance de la chaîne. Estimant que France Télévisions doit jouer un « rôle moteur », il demande à obtenir la présidence du conseil de surveillance, tandis que TF1 veut une gouvernance tournante. Un autre point de conflit entre le groupe public et celui privé concerne la diffusion de la chaîne en France. TF1 accepte qu'elle soit diffusée sur le câble et le satellite, mais pas sur la TNT et se voit soutenu par Alain Weill qui doit lancer la chaîne d'info BFM TV.
Le 30 novembre 2005, TF1 et France Télévisions signent la constitution de la société,. Alain de Pouzilhac, ancien président-directeur général d'Havas, est désigné comme président du directoire. Il est secondé par Ulysse Gosset de France Télévisions, nommé directeur général chargé de l'information et des programmes et de Jean-Pierre Paoli de TF1, nommé directeur général chargé de la gestion, de la technique et des contrats de distribution. Le conseil de surveillance est présidé par Patrick de Carolis, vice-présidé par Étienne Mougeotte et compte comme autres membres Patrice Duhamel, Thierry Bert et Patrick Le Lay,.
Le 4 juillet 2006, il est annoncé que la chaîne d'information internationale s'appellera France 24. Les dirigeants de la chaîne avaient estimé que le sigle CFII serait imprononçable, en particulier à l'étranger. Une liste de 200 noms, dont l'un des favoris est Version française, est alors testée dans sept pays et régions du monde (France, Allemagne, Espagne, Royaume-Uni, États-Unis, Afrique du Nord, Dubaï),.

### 2006-2008: débuts de France 24
France 24 commence à émettre le 5 décembre 2006 à 20 h 29, uniquement en streaming sur Internet, puis dès le 6 décembre à la même heure sur le câble, le satellite et l'ADSL. Elle diffuse en français et en anglais, en Europe, en Afrique, au Proche et Moyen-Orient et dans les villes de New York et Washington, touchant ainsi près de 75 millions de foyers dans plus de 90 pays,,.

« Il est indispensable qu'un grand pays comme la France puisse avoir un regard sur le monde et diffuser ce regard, naturellement conforme à nos traditions, à notre conception de la civilisation, de la paix, de l'humanisme, de la mondialisation. »

— Jacques Chirac, Interview sur France 24,,.
En un mois d'existence, le site web de la chaîne attire 2,5 millions de visiteurs uniques et devient ainsi le troisième site le plus visité derrière ceux de CNN et BBC News, mais devant Al Jazeera, TV5 Monde, RFI et Euronews. De plus, un sondage de TNS Sofres montre que 75 % des Français interrogés jugent utile l'idée que la France ait sa propre chaîne d'information internationale. Le président de la chaîne Alain de Pouzilhac fustige l'idée d'une commission des Affaires étrangères de fusionner France 24 et RFI pour constituer un pôle français d'information internationale : « Fusionner une radio et une chaîne de télévision, la BBC l'a fait en 1957. Moi, je crois à la complémentarité de la télévision et d'Internet ».
Le 2 avril 2007, France 24 lance son canal en langue arabe depuis l'Institut du monde arabe à Paris. Quatre heures de programmes par jour, de 16 h à 20 h, sont diffusés vers les pays du Maghreb et du Proche et Moyen-Orient. Le 16 avril, le site internet de la chaîne reçoit un « Official Honoree » lors des 11e Webby Awards, l'une des récompenses les plus prestigieuses au monde pour le web. En décembre, elle met en ligne un nouveau site participatif appelé Les Observateurs qui recueille les témoignages (photos, vidéos ou textes) d'internautes du monde entier.

### 2008: intégration à l'Audiovisuel extérieur de la France

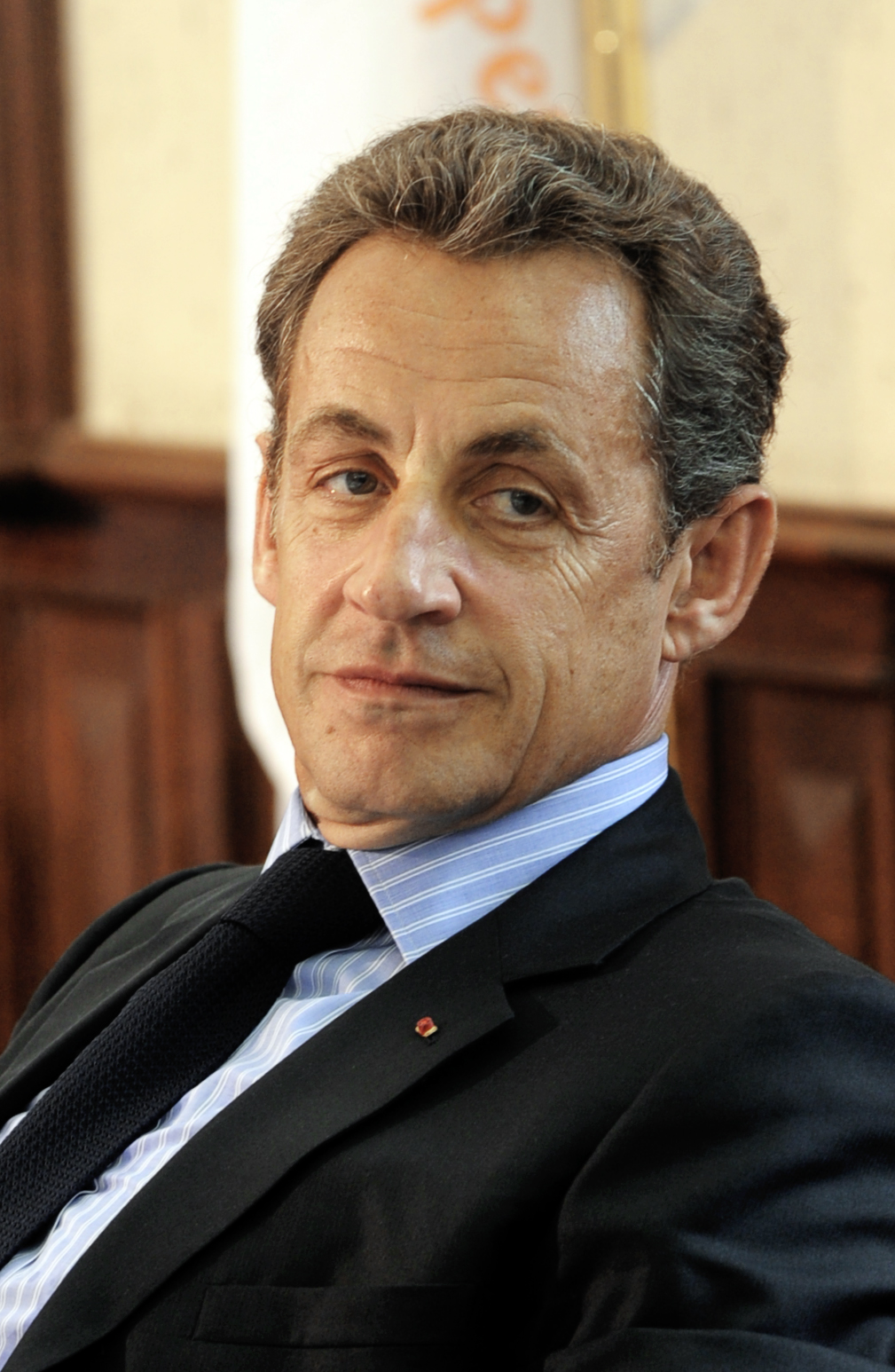
Nicolas Sarkozy est à l'origine de la réorganisation de l'audiovisuel extérieur de la France en 2008.

Le 4 avril 2008, la holding Audiovisuel extérieur de la France (AEF) est créée sous l'impulsion du président de la République Nicolas Sarkozy, élu l'année précédente. Il s'agit de regrouper les activités de l'audiovisuel extérieur de la France sous une même société, soit les chaînes de télévision TV5 Monde et France 24 et la radio RFI,. L'AEF doit donc racheter les participations de France Télévisions et de TF1 dans France 24, mais le groupe privé demande 90 millions d'euros alors qu'il n'a investi que 18 500 euros à la création. Après un bras de fer avec l'État, les deux groupes cèdent leur part pour un montant de 2 millions d'euros chacun. De plus, France Télévisions s'engage à fournir des programmes d'actualité pendant 7 ans pour un montant d'un million d'euros par an. De son côté, pendant la même période, TF1 doit fournir des images d'archives pour un montant annuel de 800 000 euros pour sa chaîne TF1 et 900 000 euros pour sa filiale Eurosport. Alain de Pouzilhac, président du directoire de France 24, est nommé au poste de PDG et Christine Ockrent à celui de directrice générale déléguée du nouvel ensemble et donc des entités qui le composent.
Le 12 novembre 2008, France 24 se voit récompensée du prix du meilleur média international lors de la cérémonie des AIB Media Excellence Awards, organisée par l'Association for International Broadcasting (en),. Le 27 avril 2009, France 24 passe de quatre à dix heures de diffusion quotidienne en langue arabe, de 14 h à minuit. Le 12 octobre 2010, la chaîne passe à une diffusion 24h/24.
Le 22 février 2010, le Conseil national de la communication audiovisuelle (CNCA) de Côte d'Ivoire, alors en pleine crise politico-militaire, suspend la diffusion de France 24 pour « traitement non professionnel de l'information ». Les autorités reprochent à la chaîne d'avoir annoncé de nombreux morts à l'occasion d'une manifestation durant laquelle cinq personnes ont été tuées,.
Le 2 décembre, le Conseil constitutionnel annule les résultats de l'élection présidentielle ivoirienne de 2010 annoncés par la Commission électorale indépendante. Les autorités décident de suspendre dans tout le pays la diffusion des médias étrangers, notamment français. Ces derniers sont accusés par des médias proches du pouvoir d'avoir pris parti pour le parti d'opposition d'Alassane Ouattara contre la majorité présidentielle de Laurent Gbagbo,.
En 2010, les relations entre les deux dirigeants de l'AEF, Alain de Pouzilhac et Christine Ockrent, se dégradent et un grave conflit éclate sur fond de crise à France 24. En juillet, Ockrent est brusquement rétrogradée et perd son poste à la tête de la chaîne d'information en continu, à la suite d'un conseil d'administration extraordinaire convoqué par Pouzilhac. Ce dernier lui reproche une dérive budgétaire menant tout droit à un déficit prévisionnel de 7 millions d'euros pour 2011, ainsi que des erreurs de gestion et de stratégie de distribution.
Fin décembre, une collaboratrice d'Ockrent est accusée d'espionnage interne sur les ordinateurs des dirigeants d'AEF. Christine Ockrent est alors massivement désavouée par l'équipe de direction puis par le personnel de France 24. Finalement, en mai 2011, elle décide de quitter son poste après avoir porté plainte pour harcèlement moral,.

### Depuis 2013: France Médias Monde
En janvier 2012, l'Audiovisuel extérieur de la France (AEF) fusionne avec ses filiales RFI, France 24 et MCD. Cette fusion juridique est effective le 13 février 2012,. Le 12 juillet, Alain de Pouzilhac démissionne, en désaccord avec les orientations stratégiques décidées par le nouveau gouvernement, notamment l'arrêt de la fusion des rédactions de RFI et France 24. Le 7 octobre, Marie-Christine Saragosse, jusque-là directrice générale de TV5 Monde, est nommée présidente de l'AEF. En février 2013, RFI et MCD quittent leurs studios de la Maison de la Radio de Paris pour emménager dans les locaux de l'AEF, aux côtés de France 24, à Issy-les-Moulineaux. Le 27 juin, l'Audiovisuel extérieur de la France (AEF) est rebaptisé France Médias Monde (FMM).
En décembre 2013, pour fêter ses 7 ans d'existence, la chaîne lance une nouvelle grille des programmes, se dote de nouvelles régies, d'un nouveau site, d'un nouveau logo, quasi inchangé et d'un nouvel habillage, avec la signature « Liberté, Égalité, Actualité ».
Le 23 septembre 2014, France 24 commence sa diffusion sur le canal 33 de la TNT en Île-de-France. Ce changement fait suite à la volonté de la direction et de parlementaires de permettre aux Français de pouvoir regarder une chaîne financée par leurs impôts et dont la ligne éditoriale est l'international, au contraire des autres chaînes d'information.
Le 8 mars 2016, la chaîne lance, en partenariat avec le site d'actualité américain Mashable, une version française, MashableFR, visant la génération connectée, entre 18 et 35 ans,.
Le 24 février 2016, le président de la République François Hollande, en visite à Buenos Aires (Argentine), annonce que sera créée en 2017 une nouvelle chaîne de France 24 en espagnol, à destination de l'Amérique latine, grâce à un budget supplémentaire de 7,3 millions d'euros.
La chaîne est lancée en septembre 2017. La rédaction est installée à Bogotá, en Colombie et diffusée dans 12 pays hispanophones pour six heures d'antenne quotidienne, prolongé à douze heures fin 2019.
En mars 2021, France 24 subit une menace de retrait définitif d'accréditation de la part du gouvernement algérien. En effet, le ministère de la communication accuse la chaîne de "parti pris flagrant" dans la couverture des manifestations, considérant que la ligne éditoriale est "construite sur des slogans hostiles à notre pays, son indépendance et sa souveraineté, ses services de sécurité et à son armée nationale populaire". En juin 2021, au lendemain des élections législatives algériennes du 12 juin 2021, le pouvoir algérien retire son accréditation à France 24 pour « non-respect des règles de la déontologie professionnelle, désinformation et manipulation ainsi qu’agressivité avérée à l’égard de l’Algérie » selon les propos de Ammar Belhimer, ministre de la Communication et porte-parole du gouvernement.
Le 31 mars 2021, France 24 cesse sa diffusion sur la TNT en Île-de-France.
En novembre 2021, les salariés de France 24 se mettent en grève. Ils revendiquent un meilleur statut pour les pigistes, un management bienveillant et une réorganisation de la chaîne par compétences et par services. Cette grève intervient après que les salariés ont constaté "une profonde dégradation de leurs conditions de travail".
En juin 2025, le gouvernement du Togo fait interrompre la diffusion de la chaîne France 24, accusée selon lui, d’avoir relayé des « propos inexacts et tendancieux » en couvrant dans ses éditions d'information, les manifestations d'opposition survenues dans ce pays.

## Identité visuelle

### Logos

Logo du projet Cf2i en 2005.
Logo du projet France 24 en 2006.
Logo de France 24 du 6 décembre 2006 au 11 décembre 2013.
Logo de France 24 depuis le 12 décembre 2013.

### Slogans
- décembre 2006-2010 : Au-delà de l'information
- 2010-décembre 2013 : « Liberté, Égalité, Fraternité »
- Jusqu'en décembre 2013 : « L'actualité internationale 24h/24 »
- Depuis décembre 2013 : « Liberté, Égalité, Actualité »

## Organisation

### Dirigeants
De sa création en 2006 à 2008, France 24 est dirigée par un directoire et un conseil de surveillance. Le président du directoire est Alain de Pouzilhac, secondé par deux directeurs généraux. Le conseil de surveillance est présidé par Patrick de Carolis et vice-présidé par Étienne Mougeotte et compte comme autres membres Patrice Duhamel, Thierry Bert et Patrick Le Lay,. Depuis 2008, France 24 étant une filiale de France Médias Monde (anciennement Audiovisuel extérieur de la France), son président-directeur général est celui de sa maison mère.
| Présidents-directeurs généraux - PDG de France Médias Monde : - Alain de Pouzilhac : avril 2008 - juillet 2012 - Marie-Christine Saragosse : depuis octobre 2012 | Directeurs de France 24 - Grégoire Deniau : décembre 2006 - septembre 2008, - Vincent Giret : septembre 2008 - septembre 2010 - Jean Lesieur : septembre 2010 - octobre 2011 - Anne-Marie Capomaccio et Nahida Nakad : février 2012 - juillet 2012 - Nahida Nakad : juillet 2012 - octobre 2012 - Marc Saikali : octobre 2012 - juin 2021 - Vanessa Burggraf : depuis juin 2021 |

### Capital
À son lancement en 2006, le capital de France 24 est détenu à parts égales par France Télévisions et le groupe TF1. Ce dernier n'investit que 18 500 euros.
En 2008, l'État rachète les parts des deux actionnaires pour un montant de 2 millions d'euros chacun. Depuis, France 24 est une chaîne de la société nationale de programmes France Médias Monde (anciennement Audiovisuel extérieur de la France), détenue à 100 % par l'État français via l'Agence des participations de l'État (APE).

### Budget
France 24 dispose de deux sources principales de financement : la redevance audiovisuelle, payée par chaque foyer équipé d'un téléviseur et la subvention de l'État.
En 2007, pour sa première année de fonctionnement, la chaîne dispose d'un budget de 87 millions d'euros. En 2008, le budget s'élève à 88 millions d'euros.
Depuis 2009, France Médias Monde (anciennement Audiovisuel extérieur de la France) est doté du budget. La société répartit ensuite l'argent entre ses filiales : France 24, Radio France internationale (RFI) et Monte Carlo Doualiya (MCD).

### Siège
Le siège de France 24 est situé au 80, rue Camille-Desmoulins, à Issy-les-Moulineaux (Hauts-de-Seine). Depuis 2008, ce lieu accueille également le siège de sa maison mère, France Médias Monde.

### Personnel
À son lancement en 2006, France 24 emploie 170 journalistes de 30 nationalités différentes.
En 2007, la chaîne recourt aux services de 420 salariés, dont 200 journalistes.
En 2014, la rédaction de la chaîne compte 430 journalistes à Paris, de 35 nationalités différentes et s'appuie sur un réseau de 142 bureaux de correspondants. Elle emploie 466 équivalents temps plein, sur les 1 714 qu'emploie France Médias Monde.
En 2022, France 24 compte 450 journalistes de 35 nationalités différentes et a porté son réseau de correspondants à 164 bureaux partout dans le monde.

## Programmes
Sur les trois canaux de diffusion (français, anglais, arabe), la chaîne propose un point complet sur l'actualité internationale toutes les heures (rediffusion à demie de l'heure) avec un journal en direct de 10 ou 15 minutes précédé d'une météo mondiale. Trois tranches d'information appelées Paris Direct sont diffusées chaque jour du lundi au vendredi, de 6 h à 10 h (fr+en), de 13 h à 15 h (fr+ar+en) et de 18 h à minuit (ar+en+fr). Elles traitent de l'actualité en continu avec un rappel des titres tous les quarts d'heure, des revues de presse française et internationale et des chroniques culturelles, économiques et sportives.
Entre les journaux, la chaîne diffuse des reportages, des magazines, des débats, des interviews et des émissions sur la culture, l'économie, les médias, le web et le sport,,.
| FR                        | EN                     | AR                | ES                    |
| ------------------------- | ---------------------- | ----------------- | --------------------- |
| Actuelles                 | The 51%                | هي الحدث          | Ellas hoy             |
| #TECH24                   | #TECH24                | تكنـوفيلـيا#      | Revista digital       |
| Paris Direct              | Live from Paris        | باريس مباشر       | Escala en París       |
| Le Journal                | News                   | نشرة الأخبار      | Noticias              |
| LE DÉBAT                  | The Debate             | النقاش            | El Debate             |
| L'ENTRETIEN               | The Interview          | حوار              | La Entrevista         |
|                           | Banlieue Project       |                   |                       |
| CORRESPONDANCES           | Correspondence         |                   |                       |
| Billet retour             | Revisited              | تذكرة عودة        | Boleto de vuela       |
| C'EST EN FRANCE           | France in Focus        | 24 ساعة في فرنسا  |                       |
| Une semaine dans le monde | The World This Week    | أسبوع في العالم   |                       |
| Revue de presse           | In the Papers          | قراءة في الصحافة  |                       |
| Élément Terre             | Down to Earth          | على هذه الأرض     |                       |
| à l'affiche               | arts24                 | ثقافة             | Carrusel de las Artes |
| Le Journal de l'Afrique   | Eye on Africa          |                   | África 7 días         |
| Vous êtes ici             | You are Here           | أنتم هنا          |                       |
| L'Invité de l'éco         | The Business Interview | ضيف الاقتصاد      |                       |
| Les Observateurs          | The Observers          | مراقبون           | Los Observadores      |
| Cap Amériques             | Inside the Americas    |                   | Aquí América          |
| Express Orient            | Middle East Matters    |                   |                       |
|                           | Europe now             |                   |                       |
| Face-à-face               | Face-Off               | وجها لوجه         |                       |
| La Semaine de l'éco       |                        | الأسبوع الاقتصادي |                       |
| Afrique Hebdo             | Across Africa          |                   | Africa 7 dias         |

## Diffusion

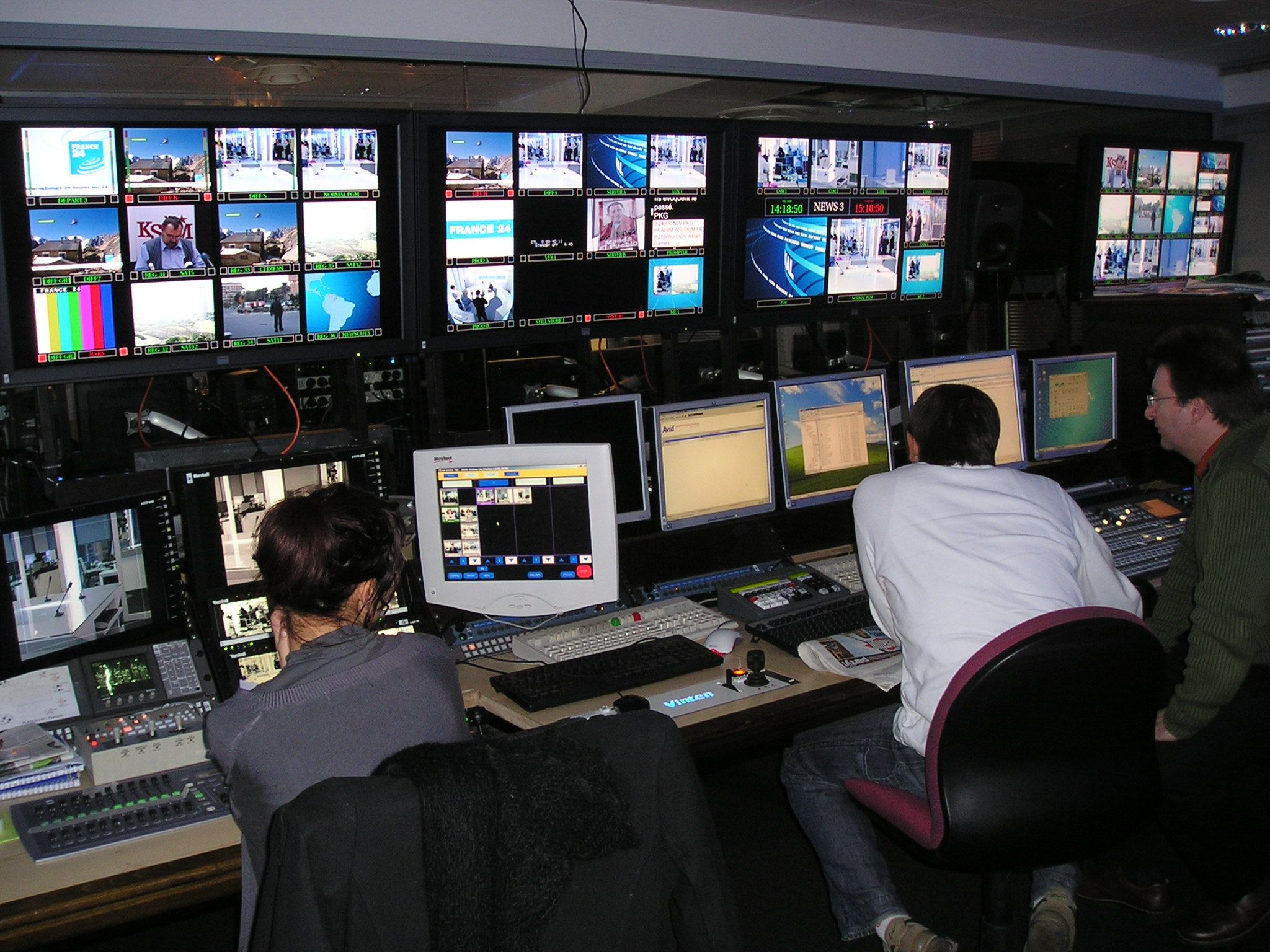
Régie de France 24 en décembre 2006.

France 24 utilise plusieurs moyens pour transmettre ses programmes dans le monde : la TNT, le satellite, le câble, le streaming sur PC et mobile (dont les applications mobiles), la télévision IP et l'OTT. De plus, la chaîne est diffusée dans les hôtels et est partiellement reprise par des chaînes de télévision étrangères. Elle émet en 4 langues : le français, l'anglais, l'arabe, et l'espagnol.
En 2013, elle est accessible auprès de 256,56 millions de foyers, contre 90 millions en 2008, à travers 178 pays sur les cinq continents. Ils se répartissent en 149,14 millions de foyers en Europe, 43,63 millions en Asie-Pacifique, 38,02 millions en Afrique du Nord et Moyen-Orient (ANMO), 13,10 millions en Amérique du Nord, 10,96 millions en Afrique subsaharienne et 1,70 million en Amérique latine et aux Caraïbes,. Elle se place donc derrière CNN International, accessible dans 375 millions de foyers et BBC World News, visible dans 350 millions de foyers.
La chaîne émet en français et en anglais depuis le 5 décembre 2006 à 20 h 29 uniquement en streaming sur Internet, puis dès le 6 décembre à la même heure sur le câble, le satellite et l'ADSL,,. Le 2 avril 2007, elle lance son canal en langue arabe avec quatre heures quotidiennes, puis dix heures à partir du 27 avril 2009 et enfin, passe à 24h/24 le 12 octobre 2010. Depuis le 9 janvier 2011, elle est entièrement diffusée au format 16/9, contre le format 4/3 auparavant,. En septembre 2014, la chaîne inaugure ses nouveaux studios et régies en haute définition. Elle lance un nouveau canal ainsi que son site internet en espagnol à destination principalement de l'Amérique latine en septembre 2017.

### TNT
France 24 est diffusée sur la TNT de plusieurs pays dans le monde.
En France, la chaîne est disponible à partir du 23 septembre 2014 sur la TNT, mais uniquement dans la région Île-de-France et en français, récupérant la fréquence laissée vacante par NRJ Paris. Ce changement fait suite à la volonté de la direction et de parlementaires de permettre aux Français de pouvoir regarder une chaîne financée par leurs impôts et dont la ligne éditoriale est l'international, au contraire des autres chaînes d'information. Elle est transmise dans le multiplex Multi 7 depuis l'émetteur de la tour Eiffel à Paris.
Le CSA a abrogé l'autorisation de France 24 d'émettre sur la TNT francilienne à compter du 31 mars 2021.
Dans les territoires d'outre-mer, elle est disponible à partir du 30 novembre 2010 sur la TNT, cependant elle a été remplacée par France Info le 8 avril 2019.
En 2013, la diffusion par la TNT couvre 22,06 millions de foyers pour un coût de 1,8 million d'euros.

### Satellite
France 24 est diffusée depuis ses débuts sur satellite, en clair (free to air) ou via des bouquets d'opérateurs tels que Canalsat, Sky ou OSN. La chaîne peut être reçue dans le monde entier via les satellites d'Eutelsat (Hot Bird, Eurobird 1), de SES (Astra 1, Astra 4A), d'Intelsat (Galaxy 23, Intelsat 9), d'Arabsat (Arabsat BADR-4), de Nilesat (NileSat 102) et d'AsiaSat (AsiaSat 5).
En France, elle est diffusée par Canalsat, TNT Sat, Bis Télévisions et les offres satellites de La TV d'Orange et de SFR TV. Dans les territoires d'outre-mer, elle est disponible dans les offres de Canal+ Overseas (Canalsat Caraïbes, Canalsat Réunion, Canalsat Calédonie, Canalsat Mayotte), de Parabole Réunion, Parabole Mayotte, Tahiti Nui Satellite, DStv (en), Fiji TV Group et les offres satellites d'Orange. Dans les autres pays francophones, elle est diffusée par des opérateurs belges (TéléSAT et TV Vlaanderen Digitaal), luxembourgeois (TéléSAT Luxembourg) et suisse (Canalsat Suisse).
En 2013, la diffusion satellite couvre 74,47 millions de foyers en clair et 89,19 millions via des bouquets d'opérateurs, pour un coût de diffusion respectivement de 3,8 millions d'euros et 3,2 millions d'euros.

### Câble
France 24 est diffusé depuis ses débuts sur de nombreux réseaux câblés du monde entier.
En France, elle est disponible sur les réseaux câblés de Numericable, de Bouygues Telecom, de DartyBox, d'UEM et de Calixo-Vialis. Dans les territoires d'outre-mer, elle est accessible sur les réseaux de SFR Caraïbe, Zeop et St Martin Cable TV. Dans les autres pays francophones, elle est diffusée sur les réseaux câblés belges (SFR Belux, Telenet Group, VOO et Orange Belgique), luxembourgeois (Imagin et SFR Belux), monégasque (Monaco Telecom), suisses (UPC Cablecom, City Cable, QuickLine et Net Plus) et canadiens (Vidéotron, CCAP, DERYtelecom et Teledistribution Amos).
En 2013, la diffusion sur réseaux câblés et MMDS couvre 39,30 millions de foyers pour un coût de trois millions d'euros partagé avec la diffusion par ADSL.

### Internet
France 24 est diffusée depuis ses débuts sur Internet en streaming sur ordinateurs et applications mobiles (iOs, Android, Windows 10 Mobile et BlackBerry OS). Elle est également visible en IPTV et en OTT.
En France, elle est disponible via la télévision IP sur la Freebox TV, La TV d'Orange, SFR TV, la Bbox, la DartyBox et la box de Wibox. Dans les territoires d'outre-mer, elle est accessible sur les box des opérateurs Only, Mediaserv, SFR Caraïbe, Mobius, Wi-Fi Access, Telenet et GOtv. Dans les autres pays francophones, elle est diffusée par les opérateurs luxembourgeois (Orange Luxembourg, Tango, P&T), suisse (VTX Telecom, Sunrise, Swiss TV, Wilmaa, Ticinocom, Swisscom TV) et canadien (Securenet, Enovative TV, Bell Télé Fibe).
En 2013, la diffusion en IPTV couvre 26,20 millions de foyers et celle en OTT, 5,33 millions. De plus, elle est disponible en streaming sur PC pour 5,1 millions de personnes et sur mobile pour 32 millions d'individus.
Depuis le 10 décembre 2012, elle est diffusée sur la plateforme de vidéos YouTube.
En 2020, la chaine annonce dans un communiqué avoir atteint son plus haut niveau d'audience sur ses plateformes numériques. Elle enregistre chaque semaine plus de 98,5 millions de téléspectateurs dans 74 pays, 28,7 millions de visite chaque mois, ainsi que 156 millions de vidéos vues sur ses plateformes numérique.

### Autres moyens de diffusion
Les programmes de France 24 sont partiellement repris par des chaînes de télévision étrangères. En 2013, ces dernières couvrent ainsi 90 millions de foyers, dont 60 millions en Amérique du Nord et 25,4 millions en Asie-Pacifique.
La chaîne est diffusée dans 9 731 hôtels répartis dans une centaine de pays, principalement en Europe. Ceci représente près de 1,5 million de chambres pouvant recevoir les programmes. Elle est présente à bord des avions de plusieurs compagnies aériennes telles qu'Air Madagascar, Air Côte d'Ivoire, Air Austral ou Corsair International, ainsi que dans des aéroports français et étrangers comme ceux de Paris Aéroport. Elle est également disponible dans des lieux prestigieux tels que les sièges du Fonds monétaire international (FMI), de l'Organisation des Nations unies (ONU), ou du Parlement européen,.
France 24 est aussi diffusée sur la chaîne d'information en continu France Info toutes les nuits de minuit à 6 h et lors d'événements internationaux majeurs.

## Audiences

### Mondiale
La mesure de l'audience d'une chaîne internationale est une opération très compliquée. Dans de nombreux pays où elle est diffusée, il n'existe pas d'instituts de mesure spécialisé comme Médiamétrie en France. La mesure ne s'effectue donc que dans une partie des pays couverts.
En 2015, France 24 est regardée chaque semaine par 50,9 millions de téléspectateurs, selon une mesure effectuée dans 64 pays sur les 180 couverts par la chaîne.
|                               | 2011 | 2013     | 2014     | 2015     |
| Téléspectateurs (en millions) | 43,5 | 41,4     | 45,9     | 50,9     |
| Pays mesurés / Pays couverts  |      | 56 / 180 | 64 / 180 | 64 / 180 |

En 2013, l'audience de 41,4 millions de téléspectateurs se décompose en 17,9 millions en Afrique francophone, 17,1 millions au Maghreb et au Moyen-Orient, 4,4 millions en Europe, 1,8 million en Afrique non francophone et 0,2 million dans le reste du monde.
En 2022, la chaine rassemble, chaque semaine en moyenne, 101,7 millions de téléspectateurs[source secondaire nécessaire].

### Française
De septembre 2014 à février 2015, la chaîne attire trois millions de téléspectateurs par mois sur le câble, le satellite et l'ADSL.
D'août 2015 à février 2016, la chaîne est regardée par 3,1 millions de Français par mois sur le câble, le satellite et l'ADSL.

### Médias en ligne
En 2015, chaque mois, le site web reçoit près de 16,3 millions de visites et 36,5 millions de vidéos sont vues. De plus, la chaîne compte 21,4 millions d'abonnés sur les réseaux sociaux.
|                         | 2010 | 2011 | 2012 | 2013 | 2015 |
| Visiteurs (en millions) | 5,8  | 9,9  | 10,8 | 13,8 | 16,3 |

Selon les résultats d'une étude menée en Afrique francophone, France 24 et RFI enregistrent chaque mois 1,8 million de visiteurs en ligne, soit plus de 60 % de sa population.

## Controverses

### Débat sur la réception de la chaîne en France
Dès le début du projet CFII en 2004, il n'est pas prévu de diffuser la future chaîne sur le territoire français. Ce choix peut être analysé de différentes manières :
- Les principales chaînes d'information internationales — CNN International, BBC World News, Deutsche Welle — ne sont pas diffusées sur leur marché intérieur. Les attentes des téléspectateurs nationaux ne sont pas les mêmes que celles des téléspectateurs internationaux. Il y a donc un risque que la chaîne d'information internationale soit tentée de traiter de sujets nationaux et de modifier au fur et à mesure sa ligne éditoriale afin d'accroître son audience et ses recettes publicitaires.
- Le groupe TF1, actionnaire à 50 % de France 24 avant 2009[108], veut protéger sa propre chaîne d'information nationale, LCI, d'un concurrent. Cette explication est cependant moins pertinente avec l'arrivée sur la TNT en 2005 de I-télé du groupe Canal+ et de BFM TV du groupe NextRadioTV.
- La chaîne est la propriété de deux acteurs économiques — TF1 et France Télévisions — qui occupent des positions concurrentielles très fortes sur le marché national de la télévision. Cependant, la DGCCRF autorise, sous certaines modalités, la diffusion sur le câble et le satellite en France.

Les partisans d'une diffusion en France argumentent que la chaîne est financée par les contribuables français et donc que ces derniers ont le droit de la recevoir. De plus, les Français peuvent vouloir s'informer dans leur langue natale de l'actualité internationale. Ainsi, lors de son lancement en 2006, la chaîne est diffusée en France, mais uniquement sur le câble, le satellite, l'ADSL et Internet.
La présidente de France Médias Monde avance comme autre argument qu'il est difficile de convaincre des distributeurs internationaux de diffuser France 24 lorsque cette dernière n'est même pas connue dans son propre pays. Finalement, le 23 septembre 2014, France 24 commence sa diffusion sur la TNT en France, mais uniquement dans la région Île-de-France (puis sur le canal de France Info de minuit à 6 h).

### Sécurité des témoins
Le 8 février 2020, un villageois malien nommé Sadou Yehia est assassiné par des djihadistes un mois après avoir été interviewé à visage découvert dans un reportage de France 24. Sa famille met en cause la chaîne en l'accusant d'être responsable de sa mort en n'ayant pas pris de précautions pour protéger son identité,,. Saisi en 2020, le Conseil de déontologie journalistique et de médiation estime que France 24 a commis un manquement à la déontologie, en dérogeant au principe de protection des sources. Le 12 décembre de la même année, le média publiera un communiqué visant à récuser les accusations directes faites à son endroit à la suite de l'enlèvement et de l'assassinat de Sadou Yehia. En indiquant les conditions de tournage de l'interview ainsi que le niveau de renseignement très élevé des Djihadistes, le média dénonce le caractère spéculatif des accusations portées à son encontre.

### Messages antisémites
En mars 2023, la chaîne suspend quatre journalistes de sa chaîne arabe après que ceux-ci ont proférés des messages antisémites sur les réseaux sociaux dans leurs pages personnelles.

### Suspensions
Le 26 mars 2023, la junte au pouvoir au Burkina Faso ordonne l'arrêt de la diffusion de France 24 après la diffusion sur son antenne d'une interview d'un chef d'Al-Qaïda au Maghreb islamique (Aqmi),. C'est la seconde fois en quelques mois que le gouvernement burkinabé censure France 24. Les autorités burkinabè accusent France 24 d'offrir « un espace de légitimation des actions terroristes et des discours de haine véhiculés pour assouvir les visées maléfiques de cette organisation sur le Burkina Faso », annonce le porte-parole du gouvernement Jean-Emmanuel Ouedraogo. France 24 indique déplorer vivement cette décision, alors que les autorités françaises insistent sur « son engagement constant et déterminé en faveur de la liberté de la presse ». Un engagement qui est considéré par le porte-parole de l'Union européenne comme compatible avec la lutte contre le terrorisme.
Le 3 août 2023, la diffusion de France 24 et de RFI au Niger est suspendue par le Conseil national pour la sauvegarde de la patrie. Le groupe France Médias Monde dénonce cette décision dans un communiqué, estimant qu'elle « prive un peu plus encore dans la région les citoyens de leur accès à une information libre et indépendante ».

### Critique
Fin juillet 2023, la chaîne est violemment critiquée par Algérie Presse Service (APS), dans le contexte des incendies qui ont touché l'Algérie, qualifiant la chaîne de « grossière, vulgaire, honteuse, sans aucun respect pour la mémoire des victimes ». Elle accuse la chaîne d'avoir « ciblé l’Algérie, comme si les incendies n’ont affecté que l’Algérie », s'adresse à la chaîne en écrivant « messieurs de la chaine poubelle » et dénonce le fait qu'elle recevrait ses « orientations sur l’Algérie d’un des proches de l’Élysée, connu pour ses connexions avérées avec l’organisation terroriste MAK ». La direction de France 24 publie un communiqué qualifiant l'article d'APS « d'une extrême violence » et précise que « les incendies en Algérie ne sont aucunement couverts plus spécifiquement ». Elle déclare qu'« en tirer des conclusions politiques infondées relève d'analyses totalement déraisonnables et contraires à tout bon sens » et estime que « les propos de l'agence algérienne (sont) diffamatoires et disproportionnés, (que) l'emploi d'adjectifs insultants et injurieux sont ridicules » et que « l'outrance disqualifie les auteurs de ce texte ».